# 东莱街道 (哈尔滨市)
东莱街道是中国黑龙江省哈尔滨市道外区下辖的一个街道。

## 行政区划
下辖以下地区：
东莱社区、祥泰社区、教育园社区和水晶社区。